# Biało-niebiesko-biała flaga
Biało-niebiesko-biała flaga (ros. Бело-сине-белый флаг) – symbol Rosjan sprzeciwiających się inwazji Rosji na Ukrainę oraz rządom Władimira Putina.

## Symbolika

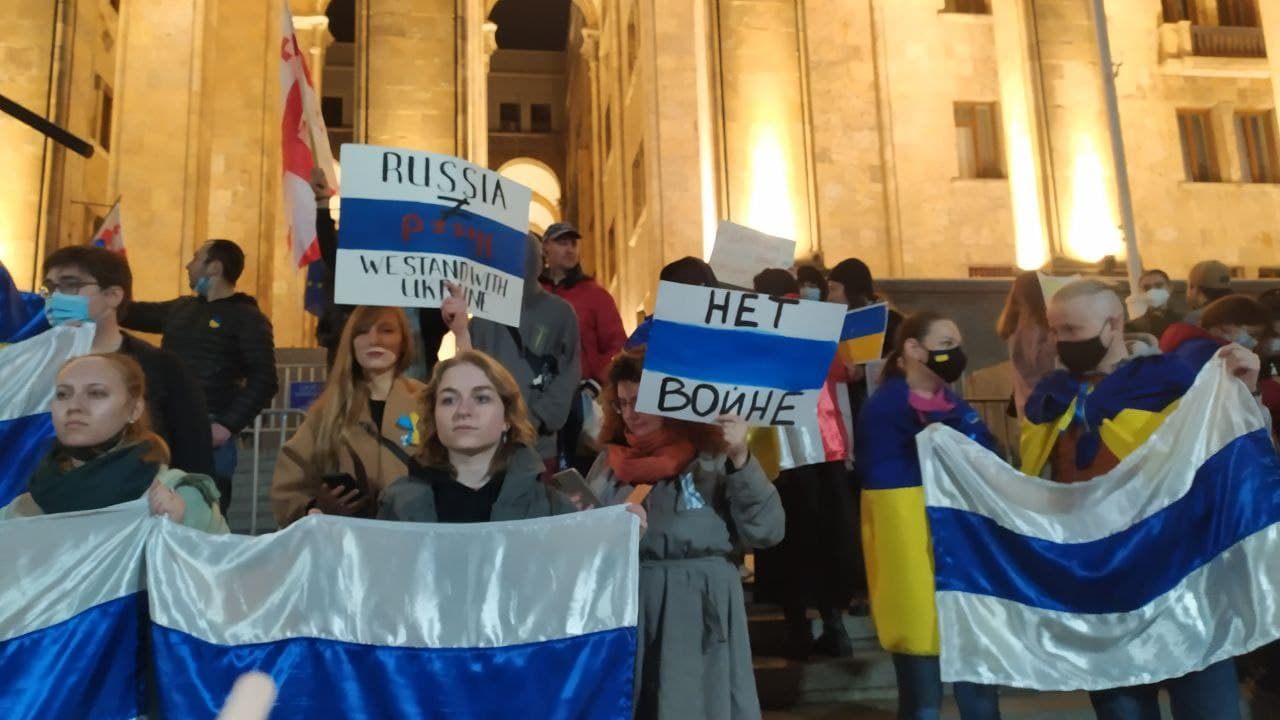
Protestujący w Tbilisi

Inspiracją była stara flaga Nowogrodu Wielkiego oraz jego obecne symbole. Miasto jest uznawane za kolebkę demokracji rosyjskiej w okresie tzw. Republiki Bojarskiej. Zrezygnowano z czerwonego paska flagi Federacji Rosyjskiej, ponieważ zaczął się on kojarzyć z krwią. Nowy symbol Rosjan ma przywodzić na myśl niebo i śnieg. Zmiana chorągwi symbolizuje odrzucenie władzy carskiej, a więc przy tym autorytaryzmu i ekspansji militarnej. Nawiązuje także do biało-czerwono-białej flagi Białorusi, będącą oficjalną flagą Białoruskiej Republiki Ludowej oraz Republiki Białorusi w latach 1991-1995; aktualnie jest ona używana przez opozycjonistów wobec władzy Alaksandra Łukaszenki, między innymi w trakcie protestów odbywających się w latach 2020–2021.
Jej pomysłodawcą jest mieszkający w Berlinie Rosjanin Kai Kantonina, który opublikował ją 28 lutego 2022 na Facebooku. Flaga nie ma ustalonego konkretnego odcienia niebieskiego, chociaż domyślnym jest lazurowy (#088CE8) lub błękitny (#0083D6), który obowiązywał na fladze Rosji po puczu moskiewskim w 1991 do kryzysu konstytucyjnego w 1993. Kolor lazurowo-błękitny symbolizuje prawdę i sprawiedliwość, a biały pokój, czystość i rozsądek.

## Reakcje

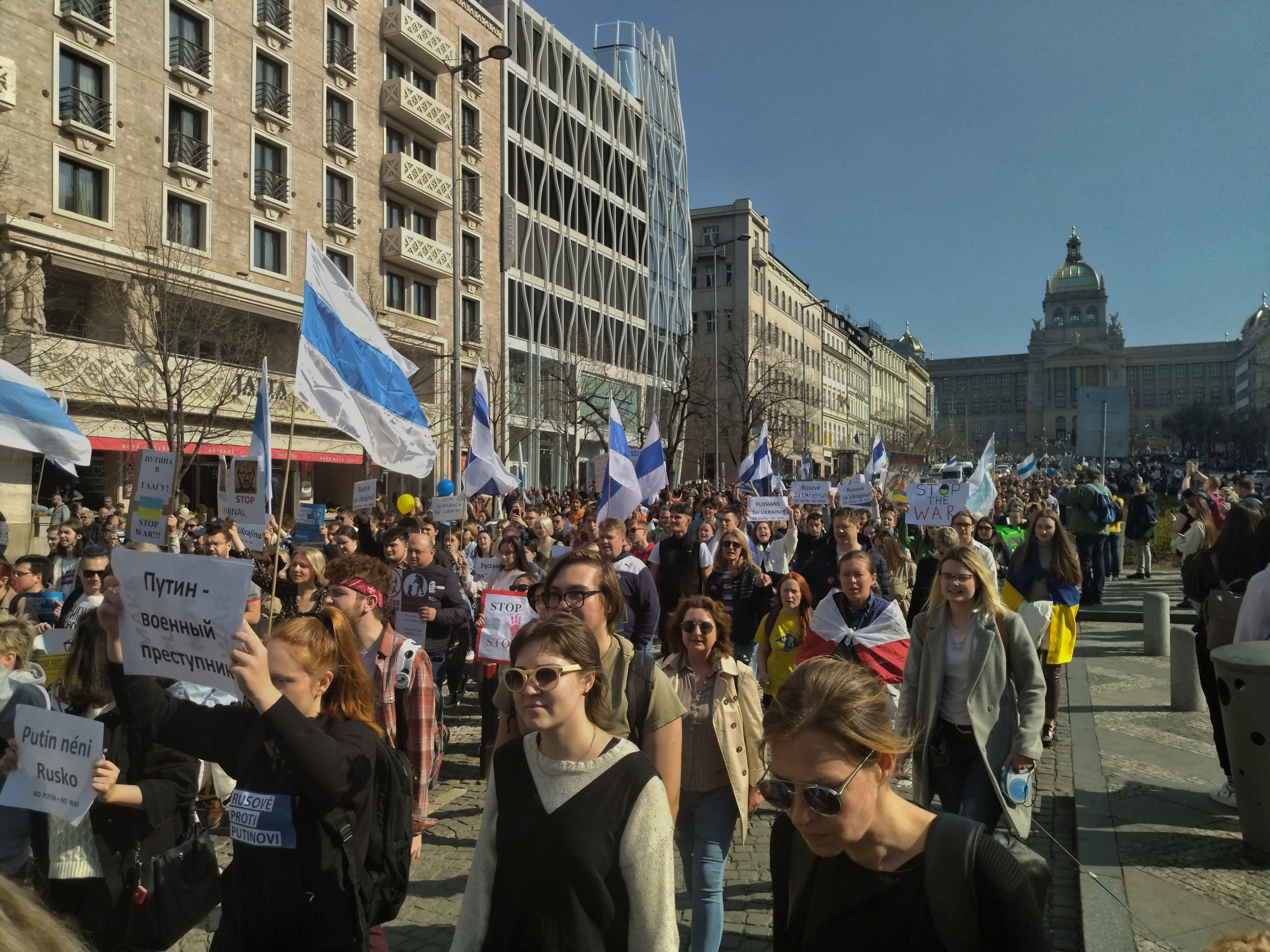
Protest w Pradze

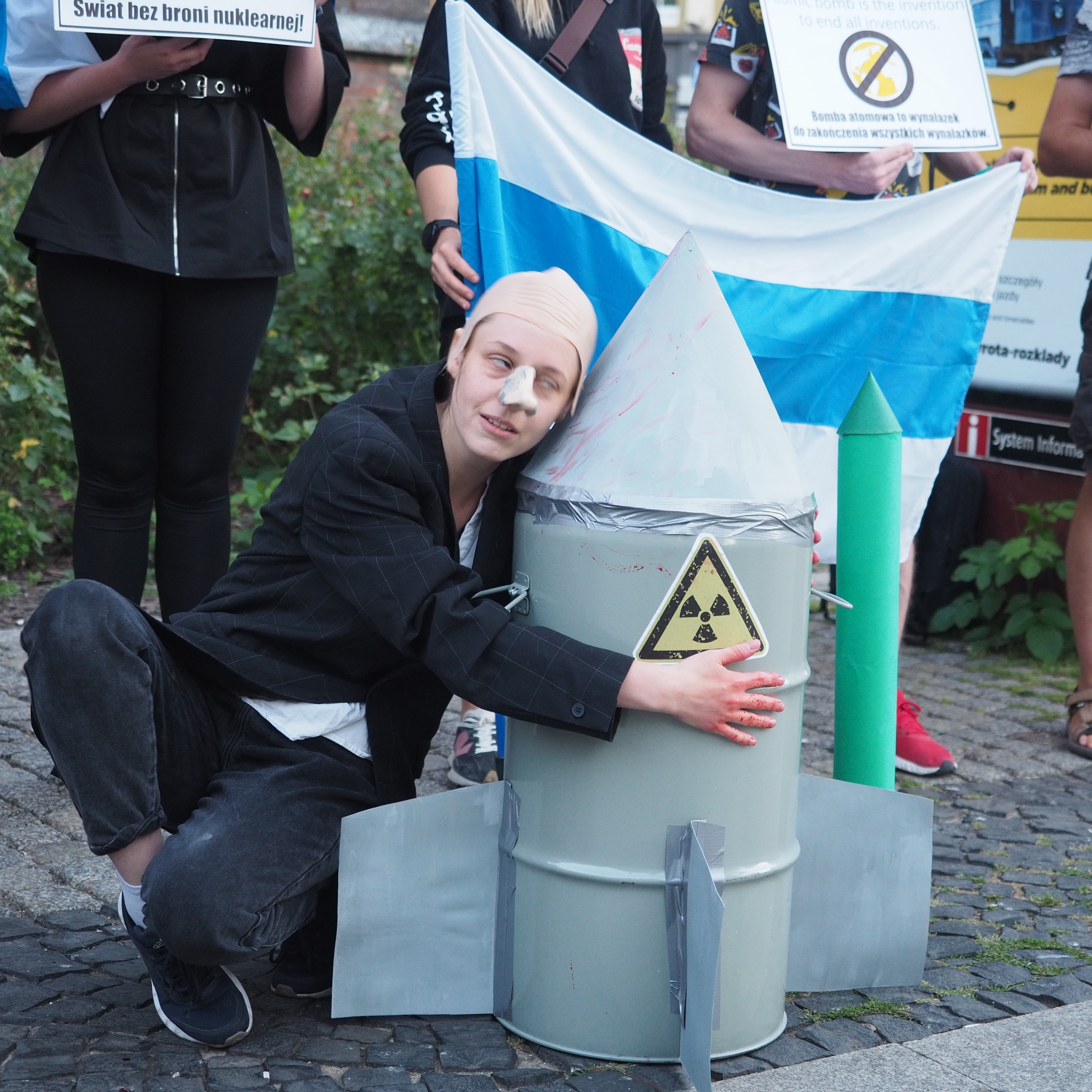
Rosjanie przeciwko wojnie! podczas protestu we Wrocławiu 8 sierpnia 2022 roku przeciwko wojnie rosyjskiej na Ukrainie. (W tle biało-niebiesko-biała flaga; na pierwszym planie Putin ze swoją „seks-bombą”).

Flaga jest wykorzystywana przez Rosjan uczestniczących w protestach przeciwko inwazji ich kraju na Ukrainę m.in. w Czechach, Bułgarii, Polsce, Cyprze i innych krajach. Została przyjęta także przez rosyjskich opozycjonistów na emigracji (Forum Wolnej Rosji). Biało-niebiesko-biała flaga używana jest także przez członków Legionu Wolna Rosja.
W marcu 2022 roku przed koncertem z okazji rocznicy aneksji Krymu, policjantom i ochroniarzom rozdano ulotkę z symbolami, używanie których jest zakazane w czasie wydarzenia. Obok flag Unii Europejskiej, USA i LGBT znalazła się też biało-niebiesko-biała flaga.
31 marca 2022 r. przez deputowanego Dumy, Wasilija Piskariewa, został wysłany wniosek do Prokuratury Generalnej z prośbą o uznanie biało-niebiesko-białej flagi za „symbol ekstremistyczny” i o zakaz jej używania w miejscach publicznych.
21 sierpnia 2022 r. manifest nieznanej dotąd grupy partyzanckiej w Rosji, Narodowej Armii Republikańskiej (NRA) poparł przyjęcie biało-niebiesko-białej flagi. Manifest został wydany po zamachu bombowym na Darię Duginę i przeczytany na głos przez przebywającego na wygnaniu rosyjskiego polityka Ilję Ponomariewa w jego serwisie wideo „Luty poranek” (ros. Утра Февраля) i opublikowany za pośrednictwem powiązanego z nim serwisu informacyjnego „Rospartisan” (ros.: Роспартизан). Motyw Biało-niebiesko-białej flagi jest wykorzystywany przez lutowy poranek na antenie oraz na swoich profilach w mediach społecznościowych.
Powstał biało-zielono-biały wariant symbolizujący antymobilizację.

## Podobne flagi

Flaga Nowogrodu Wielkiego (1994–2006)
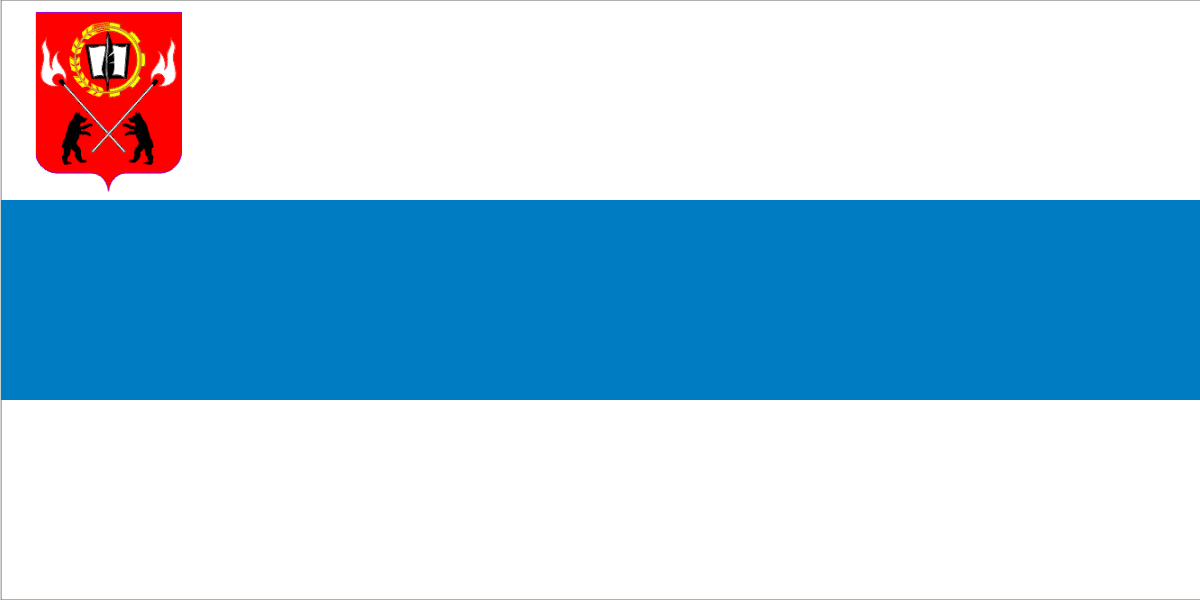
Flaga rejonu czudowskiego w obwodzie nowogrodzkim (1997–2008)
Flaga Białorusi 1918, 1991–1995 i opozycji wobec rządów Aleksandra Łukaszenki
Flaga Rosji 1991–1993
Wariant z zielonym paskiem reprezentujący sprzeciw wobec mobilizacji.

## Galeria

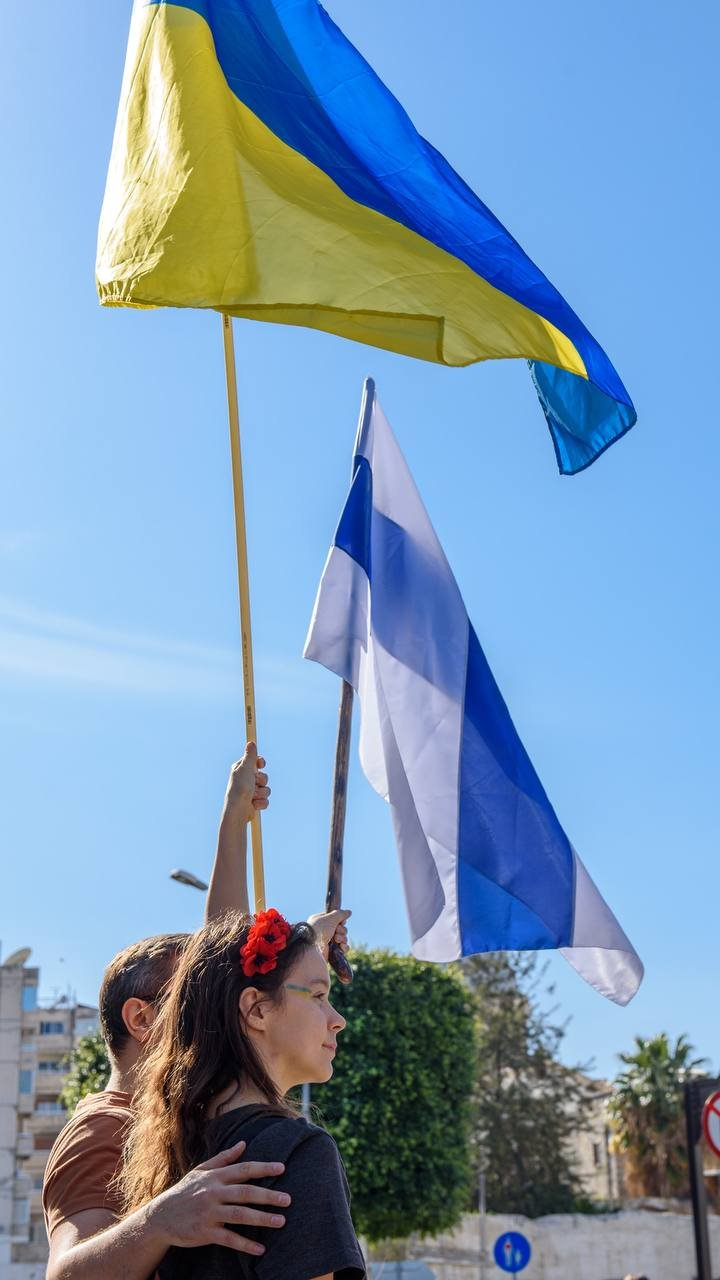

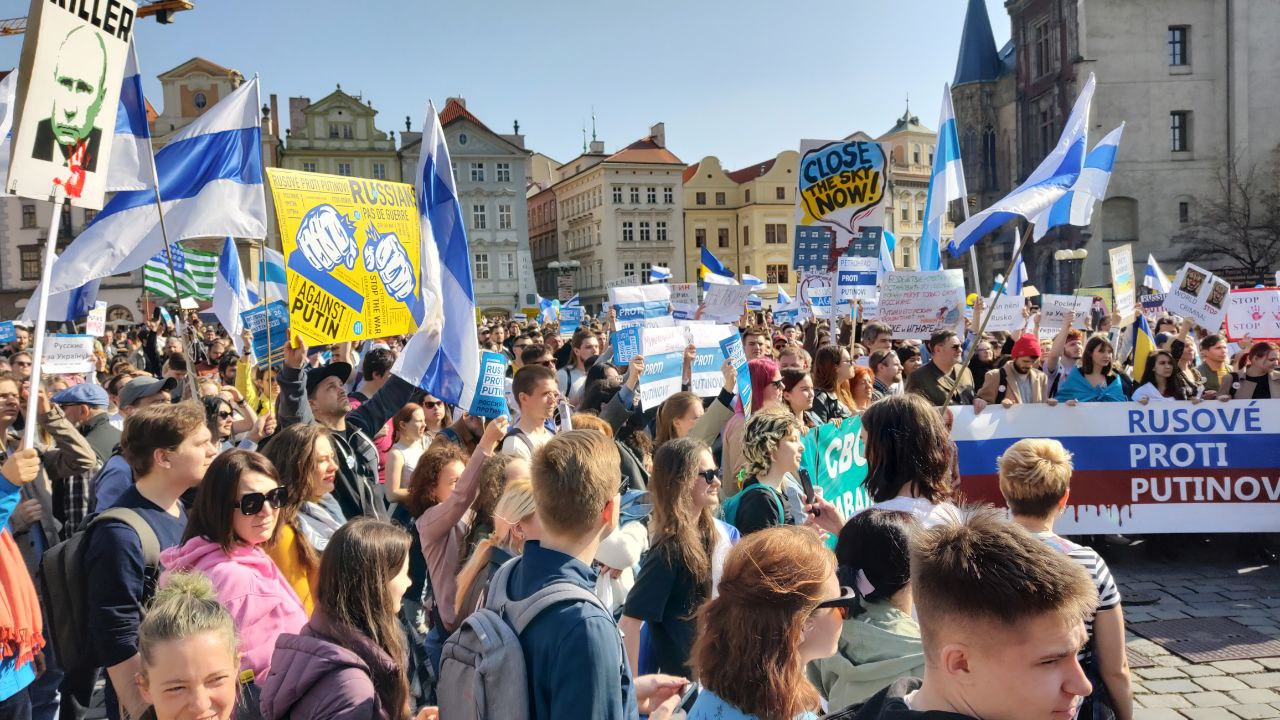
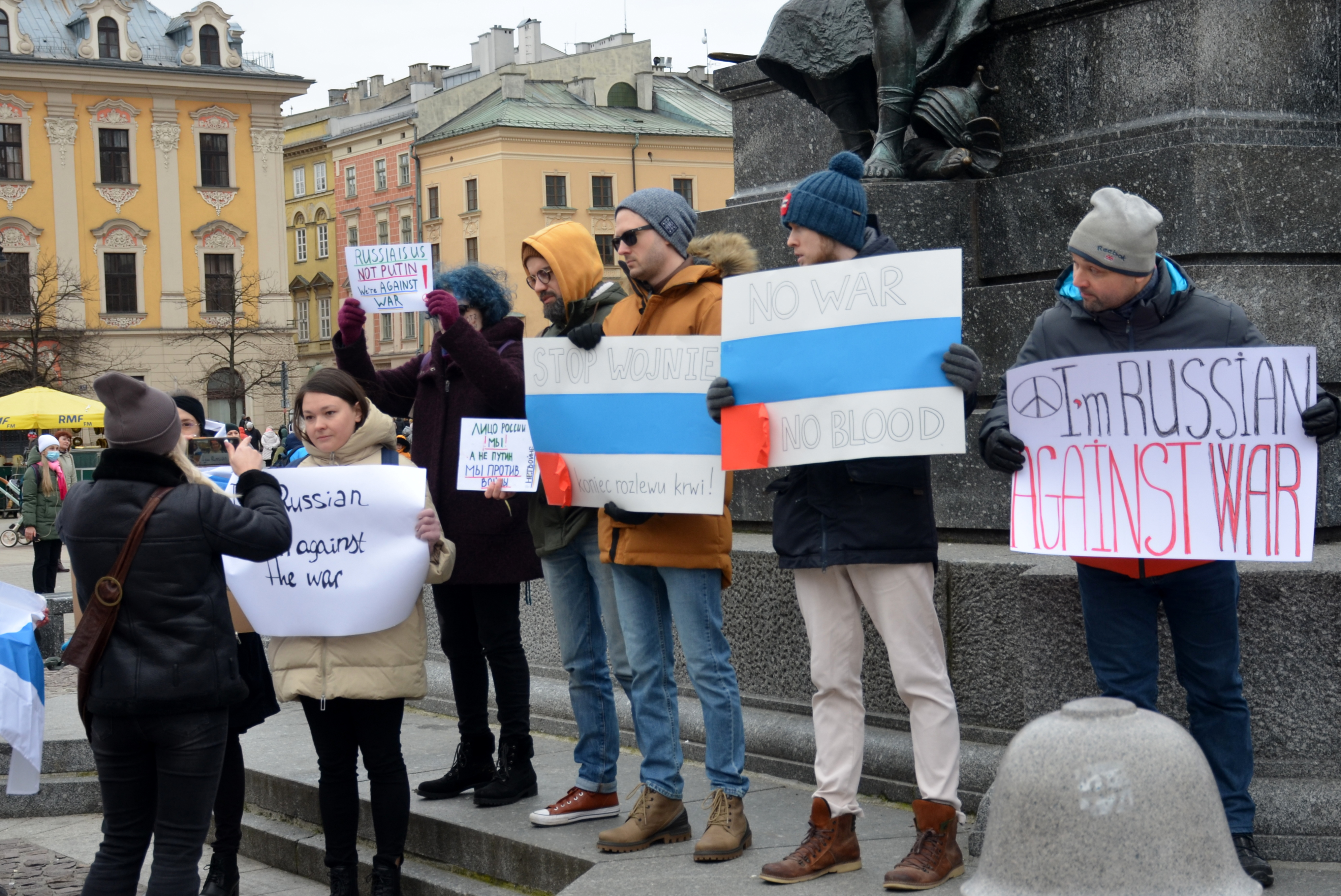
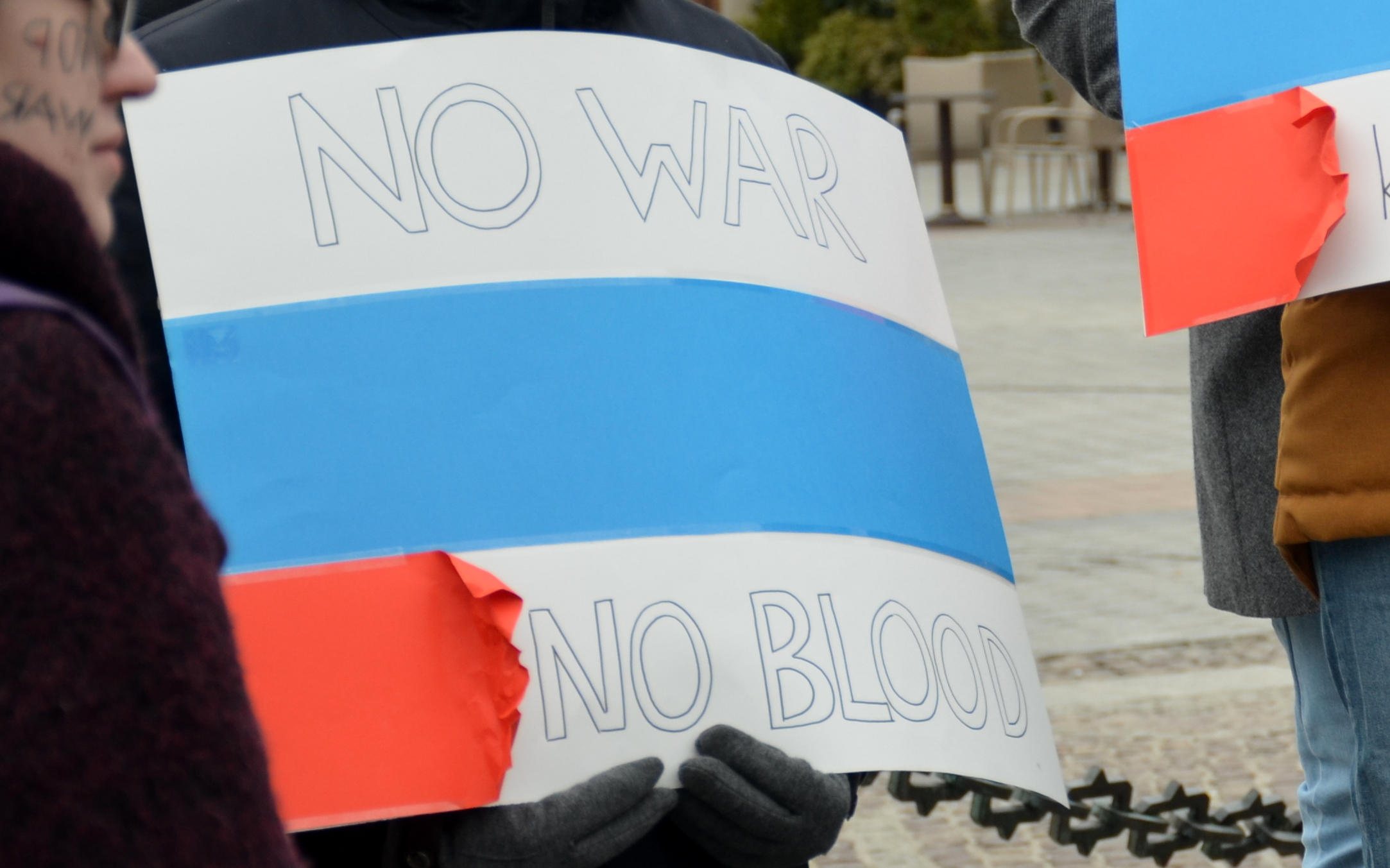